# Султан-Заде, Аветис Султанович
Аветис Султа́нович Султа́н-Заде́ (перс. آوتيس سلطانزاده‎, настоящая фамилия Микаэля́н, 1888 — 16 июля 1938) — деятель иранского коммунистического движения, теоретик и публицист.

## Биография
Родился в бедной армянской семье. Учился недалеко от Еревана и по окончании школы примкнул к революционному движению на Кавказе. С 1912 года — член РСДРП. В 1919 году, как и Хайдар Амуоглы, был направлен Коминтерном в Ташкент, где работал в Совете международной пропаганды на Востоке. Вместе с другими советниками отправляется в Гилянскую республику, где становится одним из основателей Иранской коммунистической партии и членом её ЦК. Возглавил левое крыло партии, которое требовало немедленного проведения земельной реформы и выступало против сотрудничества с Кучек-ханом. Одновременно в 1920—1923 гг. — член Исполкома Коминтерна от Персии. С 1925 г. — главный редактор журнала «Экономическое строительство», принимает участие в работе советской банковской системы до 1927 г. Автор ряда исследований о Персии. Снят со всех постов в 1935 году, расстрелян 16 июня 1938, посмертно реабилитирован. Сын — скульптор Леонид Берлин.
В 1930-е годы женой А. Султан-заде была Салима Арифовна Бурнашева, происходившая из московской татарской купеческой семьи.
14 мая 2017 года в Москве на стене дома 9, корп. 3 в Оболенском переулке был установлен мемориальный знак «Последний адрес» Аветиса Султановича Султан-Заде .

## Труды
- Экономика и проблемы национальных революций в странах Ближнего и Дальнего Востока. 1921 г.
- Современная Персия. М., 1922.
- Мировая нефтяная промышленность // Делези. Нефть. Перевод с французского И. Маркельс и X. Рыт, с приложением статьи А. Султан-Заде. М. 1923 г.
- Колониальный Восток. Социально-экономические очерки, под редакцией Султан-Заде. 1924 г.
- Английский империализм и социально-экономическая природа монархии Реза-шаха Пехлеви // Революционный восток. №3 Журнал Научно-исследовательской ассоциации при Коммунистическом университете трудящихся Востока им. И. В. Сталина. М. 1928 г.
- Экономическое развитие Персии и английский империализм. /Труды  Научно-исследовательской Ассоциации при Коммунистическом Университете  Трудящихся Востока имени И.В. Сталина. - М: Издание Коммунистического Университета Трудящихся Востока имени И.В. Сталина, 1930. - 140 с.